# Lingua hiligaynon
ģ
La lingua hiligaynon o ilongo (ISO 639-2 e ISO 639-3 hil) è una lingua filippina centrale parlata nelle Filippine, dagli abitanti delle province di Iloilo, Negros Occidental, Guimaras e Sultan Kudarat, la maggior parte dei quali appartiene all'etnia Hiligaynon.

## Esempio
Questa è la preghiera cristiana del Padre Nostro in lingua ilongo:
Amaynamon, nga yara ka sa mģa langit, pa gdayawon ang imo ñgalan, umabut sa amon ang imo ginhari-han, matuman ang imong buut diri sa duta siling sang sa lañgit.
Panhatagan mo kami nian sing kan-on namon sa matagadlaw, kag patawaronmo ang mģa utang namon siling ñga ginapatawad namon ang mģa nakautang sa amon, kag dili mo kami ipadaug sa mga panulay, hinonoo luwason mo kami sa kalaut.
Amen.